# Фролы (Кировская область)
Фролы — деревня в Юрьянском районе Кировской области в составе Подгорцевского сельского поселения.

## География
Находится на расстоянии примерно 7 километров по прямой на юг-юго-восток от поселка Юрья.

## История
Известна с 1891 года. В 1905 году здесь (тогда прочинок Брязгинский или Фролы) учтено было дворов 23 и жителей 172, в 1926 35 и 170, в 1950 24 и 99 соответственно. В 1989 году оставалось 5 жителей .

## Население
Постоянное население  составляло 5 человек (русские 80%) в 2002 году, 3 в 2010.